# Yasemin Smit
Miloushka Yasemin Smit (Amsterdã, 21 de novembro de 1984) é uma jogadora de polo aquático neerlandesa, campeã olímpica.

## Carreira
Smit fez parte da equipe dos Países Baixos que conquistou a medalha de ouro nos Jogos Olímpicos de 2008, em Pequim.